# Hélio Turco
Hélio Rodrigues Neves, popularmente conhecido como Hélio Turco (Rio de Janeiro, 15 de novembro de 1935 — Rio de Janeiro, 8 de junho de 2023), foi um artesão, sambista e compositor brasileiro. Baluarte e Presidente de honra da Estação Primeira de Mangueira. É o maior vencedor de samba-enredo na Mangueira.

## Vida
Nascido no bairro carioca do Grajaú, mudou-se para o Morro da Mangueira aos seis meses de idade. Confeccionava pipas e balões.
Em 1957 ingressou na Ala dos Compositores da Estação Primeira de Mangueira. Em 1959, ganhou pela primeira vez o concurso de sambas-enredo com "Brasil através dos tempos", parceria com Pelado e Cícero dos Santos. Seu samba embalou o campeonato da Mangueira em 1960 e o bicampeonato em 1961. Turco ganhou a disputa de samba-enredo em 1963, 1964, 1965, 1968, 1969 e 1971. Depois de 13 sem compor, Turco foi autor do samba Yes, Nós Temos Braguinha, que rendeu o supercampeonato para a Mangueira em 1984. Venceu também em 1985, 1988, 1990, 1991 e 1992.
Ao todo venceu 16 vezes o concurso de sambas-enredo na Mangueira, fora duas outras vitórias na Mangueira do Amanhã, o que o colocam como o o maior compositor em número de vitórias em concursos de sambas-enredo. 
Seu samba sobre o centenário da Abolição, “100 anos de liberdade, realidade ou ilusão” foi escolhido como o melhor samba-enredo do século XX e declarado como hino oficial do Dia da Consciência Negra no estado do Rio de Janeiro.
Em 2021, tornou-se presidente de honra da Mangueira, sucedendo Nelson Sargento. Em 2022 recebeu o prêmio especial de 50 anos do Estandarte de Ouro.
Morreu em 8 de junho de 2023, aos 87 anos.